# Il romanzo di un Pierrot (film 1906)
Il romanzo di un Pierrot è un cortometraggio muto del 1906 diretto da Mario Caserini. Il film venne prodotto dalla Alberini & Santoni ed è ritenuto il primo film diretto da Caserini.

## Produzione
La Alberini & Santoni aveva prodotto il film come adattamento della pantomima L'Histoire d’un Pierrot (1893), basata sul libretto di Fernand Beissier e musicata da Mario Costa, la quale era stata rappresentata con successo nei teatri di Roma. Il film non venne però mai distribuito per non dover pagare gli ingenti diritti d'autore richiesti. Nel 1909 venne prodotto un nuovo film con lo stesso titolo ma noto anche come Pierrot innamorato, basato su un soggetto simile, che ebbe molto successo.